# Joël Mall
Joël Mall (* 5. April 1991 in Baden AG) ist ein zyprisch-schweizerischer Fussballspieler, der aktuell beim Servette FC unter Vertrag steht.

## Karriere

### Verein
Mall war beim FC Aarau unter Vertrag und kam dort ab der Saison 2008/09 für die Reservemannschaft in der 5. Liga zum Einsatz. Anfang der Saison 2011/12 verdrängte er Sascha Studer als Stammtorhüter für die erste Mannschaft in der Challenge League, durch die Promotion des Vereins spielte er dann ab der Saison 2013/14 in der Super League. Sein Profidebüt in der höchsten Spielklasse gab er bereits am 21. März 2010 im Auswärtsspiel gegen Neuchâtel Xamax; die Partie ging mit 1:2 verloren.
Im Juni 2015 wechselte Mall vom Super-League-Absteiger FC Aarau zum Rekordmeister Grasshopper Club Zürich und unterschrieb einen Zweijahresvertrag.
Am 1. Juni 2017 wechselte Mall vom Grasshopper Club Zürich zum Bundesliga-Absteiger SV Darmstadt 98. Dort kam er bei der 3:4-Heimniederlage gegen den 1. FC Nürnberg am 16. Oktober 2017 (10. Spieltag) zu seinem ersten Pflichtspieleinsatz, da sich Stammtorhüter Daniel Heuer Fernandes im Training den Finger gebrochen hatte. Nach der Genesung von Heuer Fernandes verletzte er sich selbst an der Schulter, woraufhin er bis zum Ende der Saison nur noch die Nummer 3 war.
Dies sorgte 2018 schließlich für einen Wechsel nach Zypern zum Paphos FC und ein Jahr später wechselte er innerhalb der Liga zu Apollon Limassol. Anfang 2021 wechselte er zu AEK Larnaka und zur Mitte des Jahres zu Olympiakos Nikosia. Am 21. Juni 2023 verkündete der Servette FC aus Genf die Verpflichtung von Mall, der somit wieder in die Schweiz zurückkehrte. Er unterschrieb in Genf einen zweijährigen Vertrag. Nach einer Verletzung von Stammtorwart Jérémy Frick im Champions League Qualifikationsspiel gegen den KRC Genk am 1. August 2023 kam er dort zu regelmässigen Startelfeinsätzen. Im Cupfinal des Schweizer Cup 2023/24 wurde Mall kurz vor Ende der Verlängerung für Jérémy Frick eingewechselt. Er hielt den entscheidenden 24. Versuch im Penaltyschiessen, entschied somit den Final und wurde mit seiner Mannschaft Cupsieger.

### Nationalmannschaft
Mall wurde 2023 in Zypern eingebürgert und debütierte anschliessend im Juni 2023 in der zyprischen Nationalmannschaft.